# Lepadella monodactyla
Lepadella monodactyla is een raderdiertjessoort uit de familie Lepadellidae. De wetenschappelijke naam van deze soort is voor het eerst geldig gepubliceerd in 1960 door Bērzinś.